# شناکرد
 شناکرد نام یکی از روستاهای استان فارس و شهرستان خنج می‌باشد. روستای باغان  یکی از روستاهای سرسبز خنج  لارستان است.